# Пчёлкина, Евгения Ивановна
Евгения Ивановна Пчёлкина (20 октября 1928, Опочня, Тульская губерния — 4 июня 1997, Тула) — советская и российская актриса, народная артистка России (1996).

## Биография
Евгения Ивановна Пчёлкина родилась 20 октября 1928 года в деревне Опочня Дубенского района Тульской области в крестьянской семье, где было девять детей. Когда её отец стал рабочим Тульского оружейного завода, вся семья переехала в Тулу. До войны семья Пчёлкиных жила в самом центре Тулы — на улице Пушкинской, дом 14. С детства она мечтала стать актрисой и ходила в самодеятельный кукольный театр. В годы Великой Отечественной войны два её брата погибли на фронте, а сама она работала санитаркой, сестрой милосердия и артисткой — пела, танцевала, читала стихи раненым.
В 17 лет Пчёлкина прошла конкурс в тульский ТЮЗ во вспомогательный состав труппы. Там она познакомилась с Ефимом Яковлевичем Куперманом, за которого вскоре вышла замуж и родила сына. За восемнадцать лет в ТЮЗе Пчёлкина сыграла более сорока ролей: Варвара Гуляева в «Чудотворной», Лариса — «Не было ни гроша, да вдруг алтын», три раза в разных постановках была Лизой в «Горе от ума», Маринэ в «Стрекозе».
В 1963 году Пчёлкина была приглашена в труппу Тульского драмтеатра, где её дебютной работой стала роль в постановке «Живой труп». За тридцать четыре года работы в Тульском театре драмы актриса сыграла более шестидесяти ролей, сыграв в таких спектаклях, как «Тульский секрет», «Родненькие мои…», «Ретро», «Дядя Ваня», «Сад без земли», «Уроки музыки», «Любовь и голуби», «Именины на костылях».
Тридцать лет она возглавляла профком театра, тридцать один год состояла в правлении театрального общества (ВТО), затем с 1996 по 1997 была председателем Правления Тульского отделения Союза театральных деятелей России. 
25 апреля 1997 года актриса исполнила свою последнюю роль — Софью Ивановну в комедии «Неугомонная бабушка, или Пока она умирала». 4 июня 1997 года Евгения Ивановна Пчёлкина скончалась в Туле после продолжительной болезни. Похоронена на аллее почёта Смоленского кладбища.
В доме по адресу улица Фридриха Энгельса, 16, где с 1985 по 1997 год жила актриса, установлена мемориальная доска.

## Награды
- Народная артистка России (13 июня 1996 года).
- Заслуженная артистка РСФСР (2 августа 1977 года).
- Почётный гражданин города-героя Тулы (1993 год).